# Trotwood
Trotwood és una població dels Estats Units a l'estat d'Ohio. Segons el cens del 2000 tenia 27.420 habitants.

## Demografia
Segons el cens del 2000, Trotwood tenia 27.420 habitants, 11.110 habitatges, i 7.343 famílies. La densitat de població era de 346,8 habitants per km².
Dels 11.110 habitatges en un 30,3% hi vivien nens de menys de 18 anys, en un 40,3% hi vivien parelles casades, en un 21,5% dones solteres, i en un 33,9% no eren unitats familiars. En el 29,8% dels habitatges hi vivien persones soles el 10,9% de les quals corresponia a persones de 65 anys o més que vivien soles. El nombre mitjà de persones vivint en cada habitatge era de 2,4 i el nombre mitjà de persones que vivien en cada família era de 2,96.
Per edats la població es repartia de la següent manera: un 26,2% tenia menys de 18 anys, un 7,5% entre 18 i 24, un 26,6% entre 25 i 44, un 23,8% de 45 a 60 i un 15,9% 65 anys o més.
L'edat mediana era de 38 anys. Per cada 100 dones de 18 o més anys hi havia 76,7 homes.
La renda mediana per habitatge era de 34.931 $ i la renda mediana per família de 40.426 $. Els homes tenien una renda mediana de 33.771 $ mentre que les dones 26.324 $. La renda per capita de la població era de 18.329 $. Aproximadament el 13,6% de les famílies i el 15,3% de la població estaven per davall del llindar de pobresa.

## Poblacions més properes
El següent diagrama mostra les poblacions més properes.